# Wereldkampioenschap voetbal onder 20 - 1989
Het zevende wereldkampioenschap voetbal onder 20 (Arabic:كأس العالم للشباب) werd gehouden in Saoedi-Arabië van 16 februari tot en met 3 maart 1989. Het toernooi werd voor de eerste keer gewonnen door Portugal, in de finale werd met 2–0 gewonnen van Nigeria. Brazilië werd derde.

## Deelnemers
Er deden zestien teams uit vijf confederaties mee. Teams konden zich kwalificeren via een jeugdtoernooi dat binnen elke confederatie georganiseerd werd.
| Confederatie                                   | Kwalificatietoernooi                                                              | Gekwalificeerde landen                                                                 |
| ---------------------------------------------- | --------------------------------------------------------------------------------- | -------------------------------------------------------------------------------------- |
| AFC (Azië)                                     | Aziatisch kampioenschap voetbal onder 19 - 1988 Qatar, 17–28 oktober 1988         | Irak Syrië                                                                             |
| CAF (Afrika)                                   | Afrikaans kampioenschap voetbal onder 21 - 1989 30 april 1988 – 14 januari 1989   | Mali Nigeria                                                                           |
| CONCACAF (Noord, Centraal-Amerika & Caribbean) | CONCACAF-kampioenschap voetbal onder 20 - 1988 Guatemala, 9–24 april 1988         | Costa Rica Verenigde Staten                                                            |
| CONMEBOL (Zuid-Amerika)                        | Zuid-Amerikaans kampioenschap voetbal onder 20 - 1988 Argentinië, 2–22 mei 1988   | Argentinië Brazilië Venezuela                                                          |
| OFC (Oceanië)                                  | Oceanisch kampioenschap voetbal onder 20 - 1988 Fiji, 3–10 september 1989         | –                                                                                      |
| UEFA (Europa)                                  | Europees kampioenschap voetbal onder 18 - 1988 Tsjecho-Slowakije, 22–27 juli 1988 | Tsjecho-Slowakije Sovjet-Unie Portugal Spanje Noorwegen Duitse Democratische Republiek |
| Gastland                                       | Gastland                                                                          | Saoedi-Arabië                                                                          |

## Stadions
| Djedda                                              | · Djedda Taif Riyad Damman | Taif                                              |
| Prince Abdullah al-Faisalstadion Capaciteit: 24.000 | · Djedda Taif Riyad Damman | Koning Fahdstadion Capaciteit: 17.000             |
| Riyad                                               | · Djedda Taif Riyad Damman | Dammam                                            |
| Koning Fahdstadion Capaciteit: 67.000               | · Djedda Taif Riyad Damman | Prince Mohamed bin Fahdstadion Capaciteit: 35.000 |
|                                                     | · Djedda Taif Riyad Damman |                                                   |

## Groepsfase

### Groep A
| Team              | Ptn | Wed | W | G | V | DV | DT | DS | Resultaat           |
| ----------------- | --- | --- | - | - | - | -- | -- | -- | ------------------- |
| Portugal          | 4   | 3   | 2 | 0 | 1 | 2  | 3  | –1 | Naar de kwartfinale |
| Nigeria           | 3   | 3   | 1 | 1 | 1 | 3  | 3  | 0  | Naar de kwartfinale |
| Tsjecho-Slowakije | 3   | 3   | 1 | 1 | 1 | 2  | 2  | 0  |                     |
| Saoedi-Arabië     | 2   | 3   | 1 | 0 | 2 | 4  | 3  | +1 |                     |

|                        |                |     |                         |                                                                                            |
| 16 februari 1989 18:00 | Saoedi-Arabië  | 1–2 | Nigeria                 | Koning Fahdstadion, Riyad Toeschouwers: 70.000 Scheidsrechter: Marcel van Langenhove (BEL) |
| 16 februari 1989 18:00 | Al Suraiti 16' |     | Adepoju 52' Ohenhen 87' | Koning Fahdstadion, Riyad Toeschouwers: 70.000 Scheidsrechter: Marcel van Langenhove (BEL) |

|                        |                   |           |          |                                                                                         |
| 17 februari 1989 18:00 | Tsjecho-Slowakije | 0–1       | Portugal | Koning Fahdstadion, Riyad Toeschouwers: 7.000 Scheidsrechter: José Roberto Wright (BRA) |
| 17 februari 1989 18:00 |                   | Alves 88' |          | Koning Fahdstadion, Riyad Toeschouwers: 7.000 Scheidsrechter: José Roberto Wright (BRA) |

|                        |               |           |                   |                                                                                  |
| 19 februari 1989 18:00 | Saoedi-Arabië | 0–1       | Tsjecho-Slowakije | Koning Fahdstadion, Riyad Toeschouwers: 20.000 Scheidsrechter: Alan Snoddy (NIR) |
| 19 februari 1989 18:00 |               | Látal 52' |                   | Koning Fahdstadion, Riyad Toeschouwers: 20.000 Scheidsrechter: Alan Snoddy (NIR) |

|                        |         |                |          |                                                                                 |
| 20 februari 1989 18:00 | Nigeria | 0–1            | Portugal | Koning Fahdstadion, Riyad Toeschouwers: 7.000 Scheidsrechter: Egil Nervik (NOR) |
| 20 februari 1989 18:00 |         | João Pinto 79' |          | Koning Fahdstadion, Riyad Toeschouwers: 7.000 Scheidsrechter: Egil Nervik (NOR) |

|                        |                                             |     |          |                                                                                         |
| 22 februari 1989 15:45 | Saoedi-Arabië                               | 3–0 | Portugal | Koning Fahdstadion, Riyad Toeschouwers: 8.000 Scheidsrechter: José Roberto Wright (BRA) |
| 22 februari 1989 15:45 | Al Harbi 52' Al Rowaihi 56' Al Debaikhi 83' |     |          | Koning Fahdstadion, Riyad Toeschouwers: 8.000 Scheidsrechter: José Roberto Wright (BRA) |

|                        |           |     |                   |                                                                                          |
| 22 februari 1989 18:00 | Nigeria   | 1–1 | Tsjecho-Slowakije | Koning Fahdstadion, Riyad Toeschouwers: 8.000 Scheidsrechter: Arturo Brizio Carter (MEX) |
| 22 februari 1989 18:00 | Nwosu 72' |     | Látal 14'         | Koning Fahdstadion, Riyad Toeschouwers: 8.000 Scheidsrechter: Arturo Brizio Carter (MEX) |

### Groep B
| Team        | Ptn | Wed | W | G  | V | DV | DT | DS | Resultaat           |
| ----------- | --- | --- | - | -- | - | -- | -- | -- | ------------------- |
| Sovjet-Unie | 6   | 3   | 3 | 0  | 0 | 7  | 2  | +5 | Naar de kwartfinale |
| Colombia    | 2   | 3   | 1 | 0  | 2 | 3  | 4  | –1 | Naar de kwartfinale |
| Syrië       | 2   | 3   | 1 | 0  | 2 | 4  | 6  | –2 |                     |
| Costa Rica  | 2   | 3   |   | `0 | 2 | 2  | 4  | –2 |                     |

|                        |              |     |          |                                                                                            |
| 17 februari 1989 15:45 | Costa Rica   | 1–0 | Colombia | Prince Mohamed bin Fahdstadion, Dammam Toeschouwers: 11.000 Scheidsrechter: Al Nasir (KSA) |
| 17 februari 1989 15:45 | González 88' |     |          | Prince Mohamed bin Fahdstadion, Dammam Toeschouwers: 11.000 Scheidsrechter: Al Nasir (KSA) |

|                        |                             |     |           | |
| 17 februari 1989 18:00 | Sovjet-Unie                 | 3–1 | Syrië     | Prince Mohamed bin Fahdstadion, Dammam Toeschouwers: 11.000 Scheidsrechter: Juan Antonio Bava (ARG) |
| 17 februari 1989 18:00 | Tedeev 29' Salenko 49’, 83' |     | Sibai 65' | Prince Mohamed bin Fahdstadion, Dammam Toeschouwers: 11.000 Scheidsrechter: Juan Antonio Bava (ARG) |

|                        |            |             |             |                                                                                                   |
| 19 februari 1989 18:00 | Costa Rica | 0–1         | Sovjet-Unie | Prince Mohamed bin Fahdstadion, Dammam Toeschouwers: 5.000 Scheidsrechter: Aron Schmidhuber (BRD) |
| 19 februari 1989 18:00 |            | Matveev 84' |             | Prince Mohamed bin Fahdstadion, Dammam Toeschouwers: 5.000 Scheidsrechter: Aron Schmidhuber (BRD) |

|                        |                      |     |       |                                                                                                  |
| 20 februari 1989 18:00 | Colombia             | 2–0 | Syrië | Prince Mohamed bin Fahdstadion, Dammam Toeschouwers: 9.545 Scheidsrechter: Kenneth Wallace (NZL) |
| 20 februari 1989 18:00 | Muñoz 42' Osorio 85' |     |       | Prince Mohamed bin Fahdstadion, Dammam Toeschouwers: 9.545 Scheidsrechter: Kenneth Wallace (NZL) |

|                        |            |     |                          |                                                                                              |
| 22 februari 1989 15:45 | Costa Rica | 1–3 | Syrië                    | Prince Mohamed bin Fahdstadion, Dammam Toeschouwers: 6.000 Scheidsrechter: Badara Sene (SEN) |
| 22 februari 1989 15:45 | Brenes 80' |     | Helou 16’, 45' Afash 30' | Prince Mohamed bin Fahdstadion, Dammam Toeschouwers: 6.000 Scheidsrechter: Badara Sene (SEN) |

|                        |          |     |                                 |                                                                                                |
| 22 februari 1989 18:00 | Colombia | 1–3 | Sovjet-Unie                     | Prince Mohamed bin Fahdstadion, Dammam Toeschouwers: 9.770 Scheidsrechter: Tullio Lanese (ITA) |
| 22 februari 1989 18:00 | Muñoz 5' |     | Timoshenko 25' Salenko 29', 32' | Prince Mohamed bin Fahdstadion, Dammam Toeschouwers: 9.770 Scheidsrechter: Tullio Lanese (ITA) |

### Groep C
| Team                           | Ptn | Wed | W | G | V | DV | DT | DS | Resultaat           |
| ------------------------------ | --- | --- | - | - | - | -- | -- | -- | ------------------- |
| Brazilië                       | 6   | 3   | 3 | 0 | 0 | 10 | 1  | +9 | Naar de kwartfinale |
| Verenigde Staten               | 3   | 3   | 1 | 1 | 1 | 4  | 4  | 0  | Naar de kwartfinale |
| Duitse Democratische Republiek | 2   | 3   | 1 | 0 | 2 | 3  | 4  | –1 |                     |
| Mali                           | 1   | 3   | 0 | 1 | 2 | 1  | 9  | –8 |                     |

|                        |                                 |     |                                |                                                                                                  |
| 17 februari 1989 16:30 | Brazilië                        | 2–0 | Duitse Democratische Republiek | Prince Abdullah al-Faisalstadion, Djedda Toeschouwers: 35.000 Scheidsrechter: Neil Midgley (ENG) |
| 17 februari 1989 16:30 | Marcelo Henrique 35' França 68' |     |                                | Prince Abdullah al-Faisalstadion, Djedda Toeschouwers: 35.000 Scheidsrechter: Neil Midgley (ENG) |

|                        |           |     |                  |                                                                                                   |
| 17 februari 1989 18:45 | Mali      | 1–1 | Verenigde Staten | Prince Abdullah al-Faisalstadion, Djedda Toeschouwers: 35.000 Scheidsrechter: Elías Jácome (ECU)] |
| 17 februari 1989 18:45 | Nfaly 42' |     | Snow 11'         | Prince Abdullah al-Faisalstadion, Djedda Toeschouwers: 35.000 Scheidsrechter: Elías Jácome (ECU)] |

|                        |                                                      |     |      | |
| 19 februari 1989 18:45 | Brazilië                                             | 5–0 | Mali | Prince Abdullah al-Faisalstadion, Djedda Toeschouwers: 10.000 Scheidsrechter: Ahmed Mohammed Jassim (BHR) |
| 19 februari 1989 18:45 | Cássio 50' Bismarck 53', 83' Sonny Anderson 66', 80' |     |      | Prince Abdullah al-Faisalstadion, Djedda Toeschouwers: 10.000 Scheidsrechter: Ahmed Mohammed Jassim (BHR) |

|                        |                                |                           |                  |                                                                                                  |
| 20 februari 1989 18:45 | Duitse Democratische Republiek | 0–2                       | Verenigde Staten | Prince Abdullah al-Faisalstadion, Djedda Toeschouwers: 10.000 Scheidsrechter: Idrissa Sarr (MTN) |
| 20 februari 1989 18:45 |                                | Dayak 47' Snow 87' (pen.) |                  | Prince Abdullah al-Faisalstadion, Djedda Toeschouwers: 10.000 Scheidsrechter: Idrissa Sarr (MTN) |

|                        |                                                      |     |                  | |
| 22 februari 1989 16:30 | Brazilië                                             | 3–1 | Verenigde Staten | Prince Abdullah al-Faisalstadion, Djedda Toeschouwers: 25.000 Scheidsrechter: Hubert Forstinger (AUT) |
| 22 februari 1989 16:30 | Bismarck 39' Marcelo Henrique 44' Sonny Anderson 55' |     | Dayak 10'        | Prince Abdullah al-Faisalstadion, Djedda Toeschouwers: 25.000 Scheidsrechter: Hubert Forstinger (AUT) |

|                        |                                  |     |      | |
| 22 februari 1989 18:45 | Duitse Democratische Republiek   | 3–0 | Mali | Prince Abdullah al-Faisalstadion, Djedda Toeschouwers: 25.000 Scheidsrechter: José Carlos Ortiz (COL) |
| 22 februari 1989 18:45 | Prausse 28' Fuchs 46' Jahnig 55' |     |      | Prince Abdullah al-Faisalstadion, Djedda Toeschouwers: 25.000 Scheidsrechter: José Carlos Ortiz (COL) |

### Groep D
| Team       | Ptn | Wed | W | G | V | DV | DT | DS | Resultaat           |
| ---------- | --- | --- | - | - | - | -- | -- | -- | ------------------- |
| Irak       | 6   | 3   | 3 | 0 | 0 | 4  | 0  | +4 | Naar de kwartfinale |
| Argentinië | 2   | 3   | 1 | 0 | 2 | 3  | 3  | 0  | Naar de kwartfinale |
| Noorwegen  | 2   | 3   | 1 | 0 | 2 | 4  | 5  | –1 |                     |
| Spanje     | 2   | 3   | 1 | 0 | 2 | 4  | 7  | –3 |                     |

|                        |           |            |      |                                                                                        |
| 17 februari 1989 16:30 | Noorwegen | 0–1        | Irak | Koning Fahdstadion, Taif Toeschouwers: 14.000 Scheidsrechter: José Torres Cadena (COL) |
| 17 februari 1989 16:30 |           | Saddam 66' |      | Koning Fahdstadion, Taif Toeschouwers: 14.000 Scheidsrechter: José Torres Cadena (COL) |

|                        |             |     |                                 |                                                                                   |
| 17 februari 1989 18:45 | Argentinië  | 1–2 | Spanje                          | Koning Fahdstadion, Taif Toeschouwers: 14.000 Scheidsrechter: Alexey Spirin (URS) |
| 17 februari 1989 18:45 | Simeone 12' |     | Moisés 26' Villabona 58' (pen.) | Koning Fahdstadion, Taif Toeschouwers: 14.000 Scheidsrechter: Alexey Spirin (URS) |

|                        |           |                        |            |                                                                                   |
| 19 februari 1989 18:45 | Noorwegen | 0–2                    | Argentinië | Koning Fahdstadion, Taif Toeschouwers: 3.000 Scheidsrechter: Arturo Angeles (USA) |
| 19 februari 1989 18:45 |           | Biazotti 5' Ubaldi 89' |            | Koning Fahdstadion, Taif Toeschouwers: 3.000 Scheidsrechter: Arturo Angeles (USA) |

|                        |                        |     |        |                                                                                   |
| 20 februari 1989 18:45 | Irak                   | 2–0 | Spanje | Koning Fahdstadion, Taif Toeschouwers: 13.500 Scheidsrechter: Chen Shengcai (CHN) |
| 20 februari 1989 18:45 | Kareem 41' Hussein 51' |     |        | Koning Fahdstadion, Taif Toeschouwers: 13.500 Scheidsrechter: Chen Shengcai (CHN) |

|                        |                                                          |     |                  |                                                                                 |
| 22 februari 1989 16:30 | Noorwegen                                                | 4–2 | Spanje           | Koning Fahdstadion, Taif Toeschouwers: 17.000 Scheidsrechter: Neji Jouini (TUN) |
| 22 februari 1989 16:30 | Drillestad 43' Johansen 47' Bohinen 58' Mellemstrand 90' |     | Pinilla 46', 49' | Koning Fahdstadion, Taif Toeschouwers: 17.000 Scheidsrechter: Neji Jouini (TUN) |

|                        |                       |     |            |                                                                                 |
| 22 februari 1989 18:45 | Irak                  | 1–0 | Argentinië | Koning Fahdstadion, Taif Toeschouwers: 17.000 Scheidsrechter: Jozef Marko (TCH) |
| 22 februari 1989 18:45 | Shenaishil 67' (pen.) |     |            | Koning Fahdstadion, Taif Toeschouwers: 17.000 Scheidsrechter: Jozef Marko (TCH) |

## Knock-outfase
|  | kwartfinale          | kwartfinale          |                     |       | halve finale    | halve finale    |   |  | finale | finale |
|  |                      |                      |                     |       |                 |                 |   |  |        |        |
|  | 25 februari – Riyad  |                      |                     |       |                 |                 |   |  |        |        |
|  |                      |                      |                     |       |                 |                 |   |  |        |        |
|  | Portugal             | 1                    |                     |       |                 |                 |   |  |        |        |
|  | Portugal             | 1                    | 28 februari – Riyad |       |                 |                 |   |  |        |        |
|  | Colombia             | 0                    |                     |       |                 |                 |   |  |        |        |
|  | Colombia             | 0                    | Portugal            | 1     |                 |                 |   |  |        |        |
|  | 25 februari – Djedda |                      | Portugal            | 1     |                 |                 |   |  |        |        |
|  |                      | Brazilië             | 0                   |       |                 |                 |   |  |        |        |
|  | Brazilië             | Brazilië             | 0                   | 1     |                 |                 |   |  |        |        |
|  | Brazilië             |                      | 3 maart – Riyad     | 1     |                 |                 |   |  |        |        |
|  | Argentinië           | 0                    |                     |       |                 |                 |   |  |        |        |
|  | Argentinië           | 0                    | Portugal            | 2     |                 |                 |   |  |        |        |
|  | februari – Taif      |                      | Portugal            | 2     |                 |                 |   |  |        |        |
|  |                      | Nigeria              | 0                   |       |                 |                 |   |  |        |        |
|  | Verenigde Staten     | Nigeria              | 0                   | 2     |                 |                 |   |  |        |        |
|  | Verenigde Staten     | 28 februari – Djedda |                     | 2     |                 |                 |   |  |        |        |
|  | Irak                 | 1                    |                     |       |                 |                 |   |  |        |        |
|  | Irak                 | 1                    | Verenigde Staten    | 1     | derde plaats    | derde plaats    |   |  |        |        |
|  | februari – Dammam    |                      | Verenigde Staten    | 1     | derde plaats    | derde plaats    |   |  |        |        |
|  |                      | Nigeria              | 2                   |       | 3 maart – Riyad | 3 maart – Riyad |   |  |        |        |
|  | Nigeria              | Nigeria              | 2                   | 4 (5) | 3 maart – Riyad | 3 maart – Riyad |   |  |        |        |
|  | Nigeria              |                      |                     |       |                 | Brazilië        | 2 |  |        |        |
|  | Sovjet-Unie          | 4 (3)                |                     |       |                 | Brazilië        | 2 |  |        |        |
|  | Sovjet-Unie          | 4 (3)                | Verenigde Staten    | 0     |                 |                 |   |  |        |        |
|  |                      |                      | Verenigde Staten    | 0     |                 |                 |   |  |        |        |

### Kwartfinale
|                        |                 |     |          |                                                                                 |
| 25 februari 1989 18:00 | Portugal        | 1–0 | Colombia | Koning Fahdstadion, Riyad Toeschouwers: 5.000 Scheidsrechter: Neji Jouini (TUN) |
| 25 februari 1989 18:00 | Jorge Couto 40' |     |          | Koning Fahdstadion, Riyad Toeschouwers: 5.000 Scheidsrechter: Neji Jouini (TUN) |

|                        |                                          |            |                                        | |
| 25 februari 1989 18:00 | Sovjet-Unie                              | 4–4 (n.v.) | Nigeria                                | Prince Mohamed bin Fahdstadion, Dammam Toeschouwers: 10.000 Scheidsrechter: Hubert Forstinger (AUT) |
| 25 februari 1989 18:00 | Kiriakov 30', 58' Tedeev 45' Salenko 46' |            | Ohenhen 61', 75' Elijah 83' Ugbade 84' | Prince Mohamed bin Fahdstadion, Dammam Toeschouwers: 10.000 Scheidsrechter: Hubert Forstinger (AUT) |
| 25 februari 1989 18:00 | Strafschoppen                            |            |                                        | Prince Mohamed bin Fahdstadion, Dammam Toeschouwers: 10.000 Scheidsrechter: Hubert Forstinger (AUT) |
| 25 februari 1989 18:00 | Salenko Bezhenar Qosimov Benko           | 3–5        | Ohen Ogaba Onyemachara Adepoju Elijah  | Prince Mohamed bin Fahdstadion, Dammam Toeschouwers: 10.000 Scheidsrechter: Hubert Forstinger (AUT) |

|                        |                      |     |            |                                                                                                   |
| 25 februari 1989 18:45 | Brazilië             | 1–0 | Argentinië | Prince Abdullah al-Faisalstadion, Djedda Toeschouwers: 35.000 Scheidsrechter: Tullio Lanese (ITA) |
| 25 februari 1989 18:45 | Marcelo Henrique 15' |     |            | Prince Abdullah al-Faisalstadion, Djedda Toeschouwers: 35.000 Scheidsrechter: Tullio Lanese (ITA) |

|                        |            |     |                         |                                                                                      |
| 25 februari 1989 18:45 | Irak       | 1–2 | Verenigde Staten        | Koning Fahdstadion, Taif Toeschouwers: 18.000 Scheidsrechter: Aron Schmidhuber (BRD) |
| 25 februari 1989 18:45 | Kareem 35' |     | Henderson 17' Brose 56' | Koning Fahdstadion, Taif Toeschouwers: 18.000 Scheidsrechter: Aron Schmidhuber (BRD) |

### Halve finale
|                        |            |     |          |                                                                                  |
| 28 februari 1989 18:00 | Portugal   | 1–0 | Brazilië | Koning Fahdstadion, Riyad Toeschouwers: 15.000 Scheidsrechter: Jozef Marko (TCH) |
| 28 februari 1989 18:00 | Amaral 68' |     |          | Koning Fahdstadion, Riyad Toeschouwers: 15.000 Scheidsrechter: Jozef Marko (TCH) |

|                        |                  |            |                  |                                                                                                  |
| 28 februari 1989 18:45 | Nigeria          | 2–1 (n.v.) | Verenigde Staten | Prince Abdullah al-Faisalstadion, Djedda Toeschouwers: 40.000 Scheidsrechter: Neil Midgley (ENG) |
| 28 februari 1989 18:45 | Adepoju 47', 93' |            | Snow 52' (pen.)  | Prince Abdullah al-Faisalstadion, Djedda Toeschouwers: 40.000 Scheidsrechter: Neil Midgley (ENG) |

### Troostfinale
|                    |                         |     |                  |                                                                                  |
| 3 maart 1989 15:45 | Brazilië                | 2–0 | Verenigde Staten | Koning Fahdstadion, Riyad Toeschouwers: 65.000 Scheidsrechter: Neji Jouini (TUN) |
| 3 maart 1989 15:45 | Franca 65' Leonardo 69' |     |                  | Koning Fahdstadion, Riyad Toeschouwers: 65.000 Scheidsrechter: Neji Jouini (TUN) |

### Finale
|                    |                                |     |         |                                                                                       |
| 3 maart 1989 18:00 | Portugal                       | 2–0 | Nigeria | Koning Fahdstadion, Riyad Toeschouwers: 65.000 Scheidsrechter: Aron Schmidhuber (GER) |
| 3 maart 1989 18:00 | Abel Silva 44' Jorge Couto 76' |     |         | Koning Fahdstadion, Riyad Toeschouwers: 65.000 Scheidsrechter: Aron Schmidhuber (GER) |